# Santa Magdalena de Noves
Santa Magdalena de Noves és una església de Camós (Pla de l'Estany) protegida com a bé cultural d'interès local. Corona un petit turó situat a la vora esquerra del Matamors, al costat del mas Noves. És una obra protegida com a bé cultural d'interès local.

## Història
L'ermita de Santa Magdalena data de la fi del segle xi, encara que ha estat transformada posteriorment i avui és ben poc el que en resta del seu estat originari. L'indret de Noves apareix documentat per primera vegada en l'any 1019 en què Ramon Bonhom va donar a la canònica gironina terres situades a Camós. El lloc era un mas situat dins el terme parroquial de Sant Vicenç de Camós, que fou venut l'any 1303 a Bernat, abat de Banyoles per Mair, fill de Salomó, un jueu de Besalú. La capella havia estat incorporada al mas i s'havia abandonat el culte catòlic al passar a mans dels jueus. Fins al 1544 no apareix aquesta capella en les visites pastorals. Pels voltants d'aquells anys fou construït el retaule.

## Arquitectura

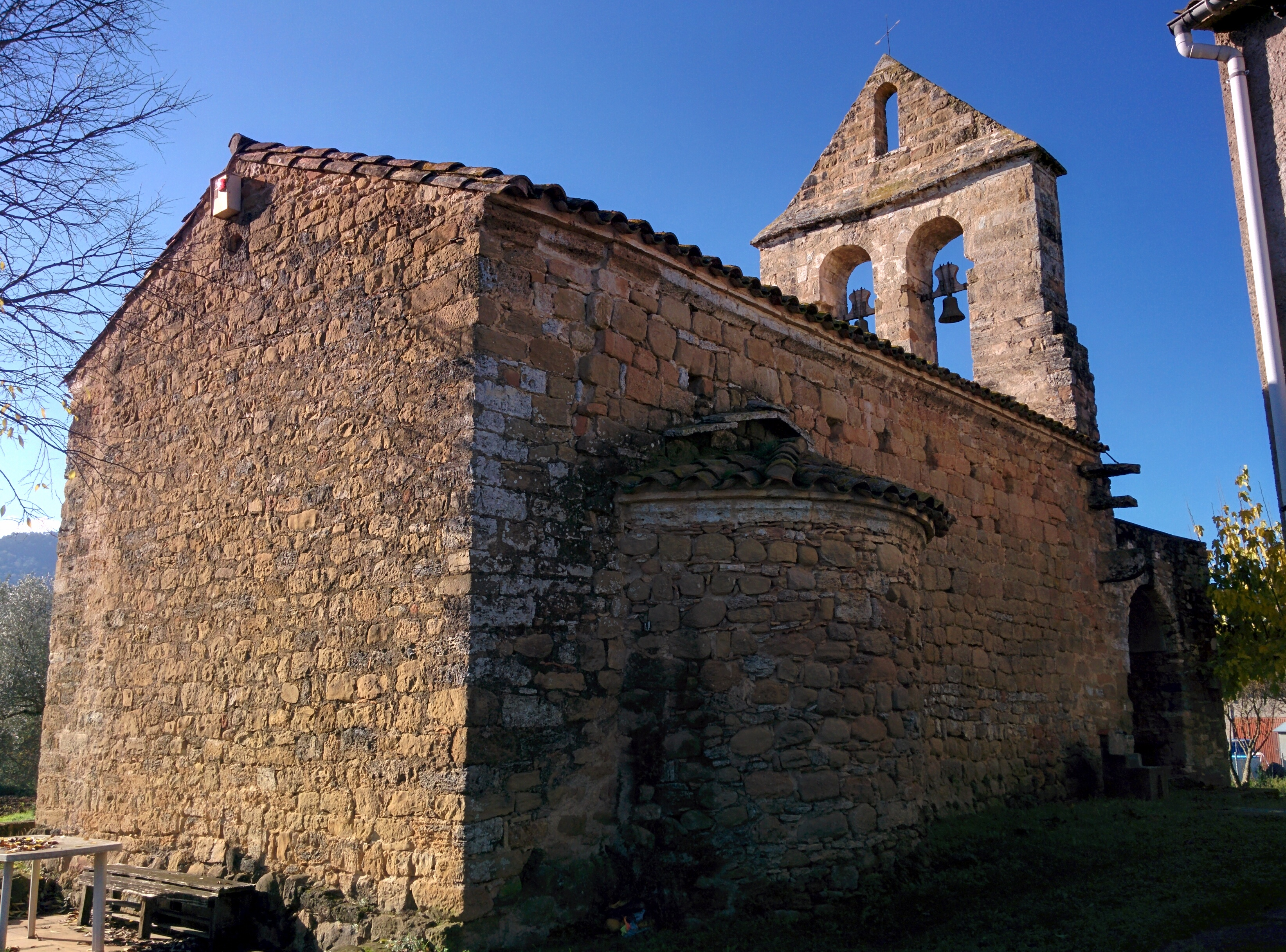
Absidiola

Petita ermita romànica d'una sola nau de planta rectangular i un absis lateral rectangular, coberta amb volta de canó lleugerament apuntada. La portada, a ponent, un senzill arc de mig punt dovellat és protegida per un porxo afegit més tardanament a la construcció principal i que resta tancat per la banda de ponent. Una de les cantonades d'aquest porxo, realitzat amb murs de pedra i volta de canó, serveix de suport intermedi de l'escala d'accés a l'espadanya i al mateix temps és un terrat que permet l'accés al cor des de l'exterior. Entre la porta i un petit ull de bou a la part alta de la capçalera hi ha una finestra de doble esqueixada. Dues finestres més al mur de migdia foren obertes amb posterioritat. El mur de tramuntana té una capelleta circular, a manera d'absidiola, coronada exteriorment per una cornisa en cavet del mateix tipus que la que hi ha als murs laterals. Aquesta capella degué formar part de l'estructura original o fou construïda poc més endavant. L'aparell dels murs és de filades de pedra sorrenca només desbastada, fora de les cantonades i la cornisa que són de pedra travertínica de Banyoles ben tallada. L'obra se situaria a la primera meitat del segle xiii.